# Кисекка, Самсон
Самсон Кисекка (англ. Samson Kisekka; 23 июня 1912, Уганда — 25 октября 1999, Лондон) — государственный и политический деятель Уганды. 

## Биография
После окончания Университета Макерере работал врачом. Затем стал официальным представителем группы повстанцев Йовери Мусевени по внешней политике. Когда Йовери Мусевени стал президентом 26 января 1986 года, то назначил Самсона Кисекку премьер-министром 30 января 1986 года, сменив Абрахама Валиго. Самсон Кисекка занимал эту должность до 22 января 1991 года, его сменил на этом посту Джордж Космас Адьебо.
Стал вице-президентом Уганды в 1991 года, параллельно занимал должность министра внутренних дел. В 1994 году оставил должность, его сменила Специоза Казибме. Самсон Кисекка оставался советником своего политического товарища Йовери Мусевени до самой смерти. Некоторое время также председателем Национального движения сопротивления Уганды.